# Акмечеть (Акмолинская область)
Акмечеть (каз. Ақмешіт, до 1999 г. — Покровка) — село в Целиноградском районе Акмолинской области Казахстана. Входит в состав сельского округа Тасты. Код КАТО — 116653300.

## География
Село расположено на правом берегу реки Ишим, в северо-западной части района, на расстоянии примерно 42 километров (по прямой) к северо-западу от административного центра района — села Акмол, в 10 километрах к западу от административного центра сельского округа — аула Тасты.
Абсолютная высота — 320 метров над уровнем моря.
Климат холодно-умеренный, с хорошей влажностью. Среднегодовая температура воздуха положительная и составляет около +4,2°С. Среднемесячная температура воздуха в июле достигает +20,5°С. Среднемесячная температура января составляет около −14,5°С. Среднегодовое количество осадков составляет около 385 мм. Основная часть осадков выпадает в период с июня по июль.
Ближайшие населённые пункты: село Родина — на юге, село Зелёный Гай — на юго-западе, аул Тасты — на востоке.
Через село проходит автодорога республиканского значения — М-36 «Граница РФ (на Екатеринбург) — Алматы; через Костанай, Астана, Караганда».

## Население
В 1989 году население села составляло 476 человек (из них казахи — 100%).

В 1999 году население села составляло 491 человек (248 мужчин и 243 женщины). По данным переписи 2009 года, в селе проживали 432 человека (217 мужчин и 215 женщин).
| Численность населения | Численность населения | Численность населения |
| 1989                  | 1999                  | 2009                  |
| --------------------- | --------------------- | --------------------- |
| 476                   | ↗491                  | ↘432                  |